# Marta Ignerska
Marta Ignerska (ur. 1978 w Lublinie) – polska artystka współczesna, ilustratorka, rysowniczka, graficzka, projektantka książek i designerka.
Absolwentka Wydziału Grafiki Akademii Sztuk Pięknych w Warszawie, gdzie w 2005 r. obroniła dyplom  w Pracowni Multimedialnej Kreacji Artystycznej u prof. Stanisława Wieczorka oraz w Pracowni Projektowania Książki u prof. Macieja Buszewicza, za który otrzymała wyróżnienie rektorskie.

## Wybrane realizacje

### Wybrane prace[6]
- Superhipermegaważna misja. Tekst – Przemysław Wechterowicz, ilustracje – Marta Ignerska, wydawnictwo Kultura Gniewu, 2024.
- Stłuc. Kręgosłup Tytanii Skrzydło. Tekst – Anna Adamowicz, ilustracje – Marta Ignerska, wydawnictwo Warstwy, 2024.
- Ferment w mieście. Tekst – Marta Lipczyńska-Gil, ilustracje – Marta Ignerska, wydawnictwo Hokus-Pokus, 2023.
- Strażnicy wolności. Tekst – Jacek Hugo-Bader, ilustracje – Marta Ignerska, wydawnictwo Agora, 2022.
- Świat Lema. Tekst – Stanisław Lem, ilustracje – Marta Ignerska, wydawnictwo Muchomor, 2021.
- Zamieniam się w słuch czyli opowieści dźwiękiem malowane. Tekst – Monika Wiśniewska-Kin – Marta Ignerska, Wydawnictwo Uniwersytetu Łódzkiego, Łódź 2020.
- Psikusy. Tekst – Dorota Masłowska, ilustracje –  Marta Ignerska,  Jacek Ambrożewski, Marta Ignerska, Edyta Ołdak, Paulina Pankiewicz, Maria Strzelecka, producent: Gang Design / Pani Jurek, 2017.
- Dziewczynka z cienia. tekst – Jan Karp, ilustracje –  Marta Ignerska, wydawnictwo Dwie siostry, Warszawa 2014.
- Trylogia Gdańska: Którędy do gwiazd? Historia Elżbiety Heweliusz, pierwszej kobiety astronom., Bałtycka Syrena, Lustra Johanny. Tekst – Anna Czerwińska-Rydel, ilustracje – Marta Ignerska, wydawnictwo Muchomor, Warszawa 2014–2015.
- Prawdziwa Bajka. Tekst – Mikołaj Łoziński, ilustracje – Marta Ignerska, wydawnictwo Kultura Gniewu, Warszawa, 2013.
- Kern. Wiersze dla dzieci. Tekst – Ludwik Jerzy Kern ilustracje –  Małgorzata Gurowska, Monika Hanulak, Marta Ignerska, Agnieszka Kucharska-Zajkowska, Anna Niemierko, Gosia Urbańska-Macias, Justyna Wróblewska, wydawnictwo Wytwórnia, Warszawa 2011.
- Wszystko Gra. Tekst – Anna Czerwińska-Rydel, design – Marta Ignerska, wydawnictwo Wytwórnia i Narodowy Instytut Fryderyka Chopina, Warszawa 2011.
- Alfabet. Tekst – Przemysław Wechterowicz, ilustracje – Marta Ignerska, wydawnictwo Znak, Kraków 2011.
- Fryderyk Chopin i jego muzyka. Tekst – Barbara Smoleńska-Zielińska, ilustracje –  Marta Ignerska, wydawnictwo Trangiel i  Narodowy Instytut Fryderyka Chopina, Warszawa 2010.
- Babcia robi na drutach. Tekst – Uri Orlev, ilustracje – Marta Ignerska, wydawnictwo Wytwórnia, Warszawa 2009.
- Wielkie marzenia. Tekst – Przemysław Wechterowicz. ilustracje – Marta Ignerska, wydawnictwo Znak, Kraków 2008.
- Tuwim. Wiersze dla dzieci. Tekst – Julian Tuwim, ilustracje – Małgorzata Gurowska, Monika Hanulak, Marta Ignerska, Agnieszka Kucharska-Zajkowska, Anna Niemierko, Małgorzata Urbańska, Justyna Wróblewska, wydawnictwo Wytwórnia, Warszawa 2007.

### Wystawy indywidualne
- 2024 – Nuclear family – Skuza Studio, Warszawa[7].
- 2023 – Ciuciubabka – Galeria Sztuki Współczesnej Pastula, Poręby Kupieńskie[8].
- 2010 – Merci, je regarde seulement / Dziękuję, ja tylko oglądam – Galeria Malarstwa Akademii Sztuk Pięknych im. Jana Matejki w Krakowie[1][9][10][11].

### Wybrane wystawy zbiorowe w Polsce
- 2024 – Lekcje Historii – Galeria Sztuki Współczesnej BWA w Katowicach[12][7].
- 2024 – Wystawa Kolekcji Sztuki Współczesnej – SAMMLUNG PASTULA – Biuro Wystaw Artystycznych w Rzeszowie'[13][14].
- 2023 – Liberté, Égalité, Serigrafité! – Biuro Wystaw Artystycznych w Zielonej Górze[7][15].
- 2021 – Kolekcja – Sammlung – Biuro Wystaw Artystycznych w Tarnowie[16].
- 2016 – Węże, sztylety i płatki róży – Galeria Sztuki Współczesnej Bunkier, Kraków[17]
- 2016 – Tu czy tam? Współczesna polska ilustracja dla dzieci – Zachęta Narodowa Galeria Sztuki, Warszawa[18][11].
- 2015 – Grafika. Kontynuacja – Galeria pod Baranami, Kraków[19].
- 2013 – Malarze ilustracji – Muzeum Sztuki Nowoczesnej w Warszawie, Warszawa[20].
- 2013 – Tu Tuwim – Galeria Kordegarda, Warszawa[21][22].

### Wybrane wystawy zbiorowe za granicą
- 2023 – Liberté, Égalité, Serigrafité! – Cavallerizza Reale, Turyn[23][7].
- 2023 – The Most Beautiful Polish Books – Taiwan Design Museum, Tajpej[7].
- 2023 – L'oeil du monde – Orlean[7].
- 2023 – Best Book Design from all over the World 2023 – Niemiecka Biblioteka Narodowa, Lipsk[7].
- 2023 – BIB 2023 (Międzynarodowe Biennale Ilustracji w Bratysławie) – Zamek Bratysławski, Bratysława[7].
- 2022 – Mistrzowie Polskiej Ilustracji – Picture Book Library, Suncheon[24].
- 2022 – Le immagini della Fantasia – Fondazione Stepan Zavrel, Sarmede[25][26].
- 2022 – Picture Book Art, The Book as Artistic medium – MAK, Museum für angewandte Kunst, Wiedeń[27].
- 2020 – ABC of Polish Design – Toronto Design Festival, Toronto[28].
- 2017 – Peekaboo – Polish and Icelandic Graphic Design for kids – Culture House, Reykjavik[29][30].
- 2016 – Design dialogue. Poland – Brazil – Muzeum Sztuki Współczesnej w Rio de Janeiro, Rio de Janeiro[31][32].
- 2015 – Wanted Design / Inside out. Polish Graphic Design and Illustration in the Making – Nowy Jork[32][11][33].
- 2014 – Tokyo Designers Week – Tokio[32][11].
- 2013 – Polish Illustration Exhibition at Illustrative – Berlin[11][34].
- 2013 – Ventura Lambrate / must have from Poland – Mediolan[1][11][35][36].
- 2009 – Und die Tiere kamen zu zweit: Józef Wilkoń und die aktuelle polnische Kinderbuchillustration – Międzynarodowa Biblioteka Młodzieżowa, Monachium[37][11].
- 2008 – A trip around Europe in 27 children picture books – Biblioteka Narodowa Francji, Paryż[1][3][11].

### Prace w zbiorach
Prace artystki znajdują się w zbiorach m.in.: Małopolskiej Fundacji Muzeum Sztuki Współczesnej.

## Nagrody i wyróżnienia
2024
- Nominacja do 17. Nagrody Literackiej m.st. Warszawy za książkę Ferment w mieście (tekst – Marta Lipczyńska-Gil, ilustracje – Marta Ignerska)[38].

2022
- Nominacja do nagrody im. Ferdynanda Wspaniałego w konkursie na Najlepszą Polską Książkę roku 2021 za książkę Świat Lema (tekst – Stanisław Lem, ilustracje – Marta Ignerska)[39].
- Nagroda Must Have 2022 przyznana podczas Łódź Design Festival za książkę Świat Lema (tekst – Stanisław Lem, ilustracje – Marta Ignerska)[40].
- Nagroda w kategorii Najlepsze dzieło dla dzieci w konkursie The European Science Fiction Society (ESFS) Awards 2022  za książkę Świat Lema (tekst – Stanisław Lem, ilustracje – Marta Ignerska)[41].

2021
- Wyróżnienie w  62. Konkursie Polskiego Towarzystwa Wydawców Książek Najpiękniejsze Książki Roku 2021 za książkę Świat Lema (tekst – Stanisław Lem, ilustracje – Marta Ignerska)[42].
- Wyróżnienie Graficzne w konkursie Książka Roku 2021 Polskiej Sekcji IBBY za książkę Świat Lema (tekst – Stanisław Lem, ilustracje – Marta Ignerska)[43].

2020
- Wyróżnienie Graficzne w konkursie Książka Roku 2021 Polskiej Sekcji IBBY za książkę Zamieniam się w słuch czyli opowieści dźwiękiem malowane. (tekst – Monika Wiśniewska-Kin, ilustracje – Marta Ignerska)[44].

2017
- Wyróżnienie specjalne BIB 2017 (Międzynarodowe Biennale Ilustracji w Bratysławie) za książkę Psikusy (tekst – Dorota Masłowska, ilustracje: praca zbiorowa,  Marta Ignerska i in.)[1].
- Nagroda Graficzna w konkursie Książka Roku 2017 Polskiej Sekcji IBBY za książkę Ilustrowany elementarz polskiego dizajnu, czyli 100 projektów narysowanych przez 25 ilustratorów (tekst – Ewa Solarz, ilustracje: praca zbiorowa,  Marta Ignerska i in.)[11][45][46].

2016
- Biały Kruk 2016 Międzynarodowej Biblioteki Młodzieżowej w Monachium za książkę Kern. Wiersze dla dzieci (tekst – Ludwik Jerzy Kern ilustracje: praca zbiorowa,  Marta Ignerska i in.)[47].
- Nagroda Graficzna w konkursie Książka Roku 2016 Polskiej Sekcji IBBY za książkę Kern. Wiersze dla dzieci (tekst – Ludwik Jerzy Kern ilustracje: praca zbiorowa,  Marta Ignerska i in.)[48][46].
- Nagroda Dobre Strony 2016 za książkę Kern. Wiersze dla dzieci (tekst – Ludwik Jerzy Kern ilustracje: praca zbiorowa,  Marta Ignerska i in.)[49][50].
- Wyróżnienie w  57. Konkursie Polskiego Towarzystwa Wydawców Książek Najpiękniejsze Książki Roku 2016 za książkę Psikusy (tekst – Dorota Masłowska, ilustracje: praca zbiorowa,  Marta Ignerska i in.)[51].

2015
- Wyróżnienie w  56. Konkursie Polskiego Towarzystwa Wydawców Książek Najpiękniejsze Książki Roku 2015 za książkę Kern. Wiersze dla dzieci (tekst – Ludwik Jerzy Kern ilustracje: praca zbiorowa,  Marta Ignerska i in.)[51].

2014
- Lista Honorowa IBBY – Międzynarodowej Izby ds. Książek dla Młodych w kategorii „Ilustrator”, 2014 za książkę Wszystko Gra (tekst – Anna Czerwińska-Rydel, design – Marta Ignerska)[52].
- Nagroda Graficzna w konkursie Książka Roku 2014 Polskiej Sekcji IBBY za książkę Którędy do gwiazd? Historia Elżbiety Heweliusz, pierwszej kobiety astronom (tekst – Anna Czerwińska-Rydel, ilustracje – Marta Ignerska)[11][46][53].
- Wyróżnienie w Konkursie Literatury Dziecięcej im. Haliny Skrobiszewskiej 2014 za książkę Lustra Johanny (tekst – Anna Czerwińska-Rydel, ilustracje – Marta Ignerska). Książka została wpisana na Listę Skarbów Muzeum Książki Dziecięcej w Warszawie[54].
- Biały Kruk 2014 Międzynarodowej Biblioteki Młodzieżowej w Monachium za książkę Wielkie Marzenia (tekst – Przemysław Wechterowicz. ilustracje – Marta Ignerska)[1][47].
- Biały Kruk 2014 Międzynarodowej Biblioteki Młodzieżowej w Monachium za książkę Prawdziwa Bajka (tekst Mikołaj Łoziński, ilustracje – Marta Ignerska)[4][47].
- Picture Book Award 2014 – Grand Prix Młodych Krytyków w Wiedniu za książkę Wszystko Gra (tekst – Anna Czerwińska-Rydel, design – Marta Ignerska)[11].

2013
- Nagroda TIT 2013 (Triennale ilustracji w Tallinie) za książkę Fryderyk Chopin i jego muzyka (tekst – Barbara Smoleńska-Zielińska, ilustracje –  Marta Ignerska)[11][55].
- Nagroda Graficzna w konkursie Książka Roku 2013 Polskiej Sekcji IBBY za książkę Prawdziwa Bajka (tekst Mikołaj Łoziński, ilustracje – Marta Ignerska)[1][4][46][11][56].
- Wyróżnienie w konkursie Projekt Roku 2013 Stowarzyszenia Twórców Grafiki Użytkowej (STGU) za książkę Prawdziwa Bajka (tekst Mikołaj Łoziński, ilustracje – Marta Ignerska)[11].
- Wyróżnienie w  54. Konkursie Polskiego Towarzystwa Wydawców Książek Najpiękniejsze Książki Roku 2013 za książkę Dziewczynka z cienia. (tekst – Jan Karp, ilustracje –  Marta Ignerska)[57].

2012
- I nagroda BolognaRagazzi Award 2012 w kategorii „Non Fiction” za książkę Wszystko Gra (tekst – Anna Czerwińska-Rydel, design – Marta Ignerska)[1][3][4][11][58][59].
- Srebrna nagroda w konkursie ED–Awards – European Design Awards 2012 w kategorii „Book and Editorial illustration” za książkę Wszystko Gra (tekst – Anna Czerwińska-Rydel, design – Marta Ignerska)[1][3][11].
- Nagroda Graficzna w konkursie Książka Roku 2012 Polskiej Sekcji IBBY za książkę Wszystko Gra (tekst – Anna Czerwińska-Rydel, design – Marta Ignerska)[1][11].
- Nagroda Must Have 2012 przyznana podczas Łódź Design Festival za książkę Wszystko Gra (tekst – Anna Czerwińska-Rydel, design – Marta Ignerska)[1][11].
- Biały Kruk 2012 Międzynarodowej Biblioteki Młodzieżowej w Monachium za książkę Alfabet (tekst – Przemysław Wechterowicz, ilustracje – Marta Ignerska)[47].
- Magazyn Press zaliczył Martę Ignerską do grupy 11 najlepszych ilustratorów prasowych w Polsce[1].

2011
- Wyróżnienie w  52. Konkursie Polskiego Towarzystwa Wydawców Książek Najpiękniejsze Książki Roku 2011 za książkę Wszystko Gra (tekst – Anna Czerwińska-Rydel, design – Marta Ignerska)[1].
- III nagroda w Konkursie Literatury Dziecięcej im. Haliny Skrobiszewskiej 2011 za książkę Wszystko Gra (tekst – Anna Czerwińska-Rydel, design – Marta Ignerska). Książka została wpisana na Listę Skarbów Muzeum Książki Dziecięcej w Warszawie[1][60].
- Wyróżnienie Graficzne w konkursie Książka Roku 2011 Polskiej Sekcji IBBY za książkę Alfabet (tekst – Przemysław Wechterowicz, ilustracje – Marta Ignerska)[46].
- Nagroda w konkursie Projekt Roku 2011 Stowarzyszenia Twórców Grafiki Użytkowej (STGU)  za książkę Alfabet (tekst – Przemysław Wechterowicz, ilustracje – Marta Ignerska)[1][11].

2010
- Wyróżnienie Graficzne w konkursie Książka Roku 2010 Polskiej Sekcji IBBY za książkę Fryderyk Chopin i jego muzyka (tekst – Barbara Smoleńska-Zielińska, ilustracje –  Marta Ignerska)[61][46].
- Wyróżnienie w 51. Konkursie Polskiego Towarzystwa Wydawców Książek Najpiękniejsze Książki Roku 2010 za książkę Alfabet (tekst – Przemysław Wechterowicz, ilustracje – Marta Ignerska)[62].

2009
- Wyróżnienie specjalne BIB 2009 (Międzynarodowe Biennale Ilustracji w Bratysławie) za książkę Tuwim. Wiersze dla dzieci. (tekst – Julian Tuwim, ilustracje: praca zbiorowa,  Marta Ignerska i in.)[1][21][22][63][64].
- Wyróżnienie w konkursie SEOUL International Book Arts Fair 2009 za książki Wielkie Marzenia (tekst – Przemysław Wechterowicz. ilustracje – Marta Ignerska) oraz Tuwim. Wiersze dla dzieci. tekst – Julian Tuwim, ilustracje: praca zbiorowa,  Marta Ignerska i in.)[5].
- Biały Kruk 2009 Międzynarodowej Biblioteki Młodzieżowej w Monachium za książkę Tuwim. Wiersze dla dzieci. tekst – Julian Tuwim, ilustracje: praca zbiorowa,  Marta Ignerska i in.)[1][47].
- Biały Kruk 2009 Międzynarodowej Biblioteki Młodzieżowej w Monachium za książkę Wszystko Gra (tekst – Anna Czerwińska-Rydel, design – Marta Ignerska)[4][47].
- Wyróżnienie Graficzne w konkursie Książka Roku 2009 Polskiej Sekcji IBBY za książkę Babcia robi na drutach (tekst – Uri Orlev, ilustracje – Marta Ignerska)[46].

2008
- I nagroda BolognaRagazzi Award 2008 w kategorii "Poezja" za książkę Tuwim. Wiersze dla dzieci. (tekst – Julian Tuwim, ilustracje: praca zbiorowa,  Marta Ignerska i in.)[11][65][66][67][63].
- Wyróżnienie Graficzne w konkursie Książka Roku 2008 Polskiej Sekcji IBBY za książkę Wielkie Marzenia (tekst – Przemysław Wechterowicz. ilustracje – Marta Ignerska)[46].
- Wyróżnienie w Konkursie Literatury Dziecięcej im. Haliny Skrobiszewskiej 2008 za książkę Wielkie Marzenia (tekst – Przemysław Wechterowicz. ilustracje – Marta Ignerska). Książka została wpisana na Listę Skarbów Muzeum Książki Dziecięcej w Warszawie[1][11][68].
- Wyróżnienie w Konkursie Literatury Dziecięcej im. Haliny Skrobiszewskiej 2008 za książkę Prawdziwa Bajka (tekst Mikołaj Łoziński, ilustracje – Marta Ignerska). Książka została wpisana na Listę Skarbów Muzeum Książki Dziecięcej w Warszawie[69].

2007
- Wyróżnienie w 48. Konkursie Polskiego Towarzystwa Wydawców Książek Najpiękniejsze Książki Roku 2007 za książkę Wielkie Marzenia (tekst – Przemysław Wechterowicz. ilustracje – Marta Ignerska)[1].
- Wyróżnienie Specjalne w konkursie Książka Roku 2007 Polskiej Sekcji IBBY za książkę Tuwim. Wiersze dla dzieci. tekst – Julian Tuwim, ilustracje: praca zbiorowa,  Marta Ignerska i in.)[46].

2006
- Wyróżnienie Graficzne w konkursie Książka Roku 2006 Polskiej Sekcji IBBY za książkę Różowy Prosiaczek (tekst – Marcin Brykczyński, ilustracje – Marta Ignerska, Joanna Olech)[46].
- Wyróżnienie w 47. Konkursie Polskiego Towarzystwa Wydawców Książek Najpiękniejsze Książki Roku 2006 za książkę Różowy Prosiaczek (tekst – Marcin Brykczyński, ilustracje – Marta Ignerska, Joanna Olech)[1][70].